# ホルコディスクス科
ホルコディスクス科（学名：Holcodiscidae）は、デスモセラス上科に分類されるアンモナイトの科。

## 概要
殻は丸みを帯び、長方形状、または窪んだ渦を持つ伸開線状。直線状または曲がりくねる細い緻密な肋は通常腹側に続き、臍部結節、側結節および腹外側結節の有無にかかわらず、斜めに拡大した肋により周期的に存在しない場合がある。かなり単純な縫合線であった。

## 分布
この科に属する種の化石は、アルゼンチン、オーストリア、ブルガリア、チリ、コロンビア、チェコ、チェコスロバキア、フランス、ハンガリー、イタリア、メキシコ、モロッコ、ポルトガル、ルーマニア、スロバキア、スペイン、ロシアの白亜紀の堆積物から発見されている。